# County Laois
Laois (uitgesproken als Lie:sj), (Iers Laoise)  vroeger ook bekend onder de namen Laoighis en Leix, is een graafschap in het midden van Ierland, in de provincie Leinster. De oppervlakte is 1719 km², en het heeft een inwonertal (2011) van 80.559.
Het graafschap werd gesticht door koningin Maria I van Engeland als Queen's County ("Graafschap van de Koningin"). Laois kreeg zijn huidige naam na de Anglo-Ierse oorlog. De Engelse schrijfwijze is Leix. Portlaoise is de hoofdstad van het graafschap.
Op Ierse kentekenplaten wordt Laois afgekort tot LS.
Laoise is ook de Ierse vorm van de meisjesnaam Loïs, bekend uit 2 Timoteüs. Het is niet bekend of er verband is.

## Plaatsen
| Engels        | Iers             | Inwoners |
| ------------- | ---------------- | -------- |
| Abbeyleix     | Mainistir Laoise | 1.897    |
| Ballyfin      | An Baile Fionn   | -        |
| Cullohill     | Cul Choill       | 200      |
| Durrow        | Darú             | 835      |
| Mountmellick  | Móinteach Mílic  | 4.905    |
| Portarlington | Cúil an tSúdaire | 9.288    |
| Portlaoise    | Port Laoise      | 23.494   |
| Stradbally    | An Sráidbhaile   | 1.404    |